# Villar del Buey
Villar del Buey es un municipio y localidad española, en la comarca de Sayago, de la provincia de Zamora y de la comunidad autónoma de Castilla y León.
La biodiversidad de su término municipal ha sido protegida por la Unesco con la figura de reserva de la biosfera transfronteriza bajo la denominación de Meseta Ibérica, por la Unión Europea con la Red Natura 2000 y por la comunidad autónoma de Castilla y León con la figura de parque natural, en estas dos últimas bajo la denominación de Arribes del Duero. La triple protección de este espacio natural busca preservar sus valores naturales, de gran valor paisajístico y faunístico, en el que destaca la presencia de aves como el buitre leonado, la cigüeña negra, el halcón peregrino, el alimoche, la chova piquirroja, el búho real, el águila real y el águila perdicera. Además, la notable conservación de este territorio le ha convertido en las últimas décadas en un punto de referencia del turismo de naturaleza.

## Etimología
Villar y sus variantes (Villares, Villarino o Villarejo) es uno de los topónimos más abundantes en la provincia, tanto de la toponimia mayor (Villar de Fallaves, Villar de Farfón, Villar de los Pisones, Villaralbo, Villardeciervos, Villardiegua de la Ribera, Villardondiego, Villarejo de la Sierra, Villarino de Cebal, Villarino de Manzanas, Villarino de Sanabria y Villarino Tras la Sierra), como de la toponimia menor. Son topónimos que proceden del «villare» latino que a su vez deriva de «villa», palabra que primitivamente significó explotación agraria, luego aldea, más tarde, ya en la última época romana y en los principios de la Alta Edad Media pequeña ciudad con municipio. El derivado «villare» es, al principio, una explotación desgajada del fundo primitivo que más tarde fue fundo y que en ocasiones terminó siendo una aldea, y en otras incluso una villa. Es decir, «villare» y por tanto villar, se refiere a una localidad más pequeña que el núcleo de población designado por villa, por lo que, en general, los «villare» son más pequeñas y de menor categoría histórica y administrativa que los núcleos de población conocidos por un topónimo compuesto cuyo primer elemento es villa o villas. Además los topónimos villa se suelen deber a la repoblación cristiana de los siglos X, XI y XII, pues villa parece haber sido el apelativo con el significado de población, villa, aldea, etc. preferido por los repobladores medievales, mientras que los llamados villar, villares, villarejo o villarino proceden directamente asentamientos de época romana, como atestiguan los abundantes restos romanos que suelen ofrecer, sobre todo cerámica y tégulas.

## Geografía

Situación del municipio de Villar del Buey en la provincia de Zamora

Villar del Buey se encuentra situado en el suroeste zamorano. Hace frontera con Portugal. Dista 44 km de Zamora capital. 
Pertenece a la comarca de Sayago. Se integra dentro de la Mancomunidad Sayagua y el partido judicial de Zamora.
En su término municipal están integradas las localidades de Cibanal, Formariz, Fornillos de Fermoselle, Pasariegos, Pinilla de Fermoselle y Villar del Buey.
Parte de su término municipal se encuentra dentro del parque natural de Arribes del Duero, un espacio natural protegido de gran atractivo turístico.
| Noroeste: Zafara  | Norte: Muga de Sayago | Noreste: Pasariegos        |
| Oeste: Formariz   |                       | Este: Villamor de Cadozos  |
| Suroeste: Cibanal | Sur: Salce            | Sureste: Almeida de Sayago |

## Historia
Existen diversos yacimientos que prueban que prueban su antiguo poblamiento, como el pago de «La Gañada», donde se encontró sigillata y otros restos románicos, y la dehesa de Pelazas, donde el agua del embalse descubrió la existencia de tumbas antropomórficas.
El topónimo de Villar posiblemente se origina en época visigoda, derivado de villare y viene a designar a los pequeños núcleos cercanos a poblaciones más importantes. El término Buey, tal vez su significado debe buscarse en la cultura prerromana y su afinidad con los verracos. En este sentido encontramos otros casos como Villar de la Yegua, actualmente Villardiegua. El origen y desarrollo histórico de Villar del Buey es desconocido, pero aparece documentado como propiedad del obispo zamorano en el siglo XIII, y en 1402, cuando Suero Fernández vende al abad de la iglesia de Santo Espíritu de Zamora y canónigo de la catedral el lugar de Fernandiel y tres cortes situadas en Muga, Pasariegos y Villar del Buey, para después donar al cabildo catedralicio. 
En la Edad Media, la localidad fue donada por Fernando II de León a la Orden de Santiago. De esta época perdura una parte de El Rollo, pequeña columna clavada en el inicio de «La Calzada», como símbolo por el cobro de aranceles por el tráfico de ganados y mercancías, aunque otros también defienden que no se trata más que de un millario o, incluso, que no es más que un trozo de columna.

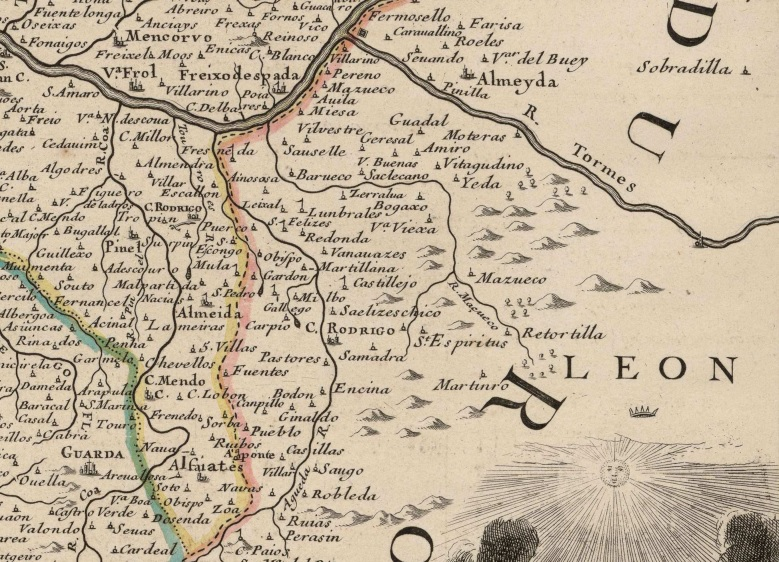
Detalle de la raya zamorano-salmantina con Portugal en un mapa del, en el que se puede observar Villar del Buey

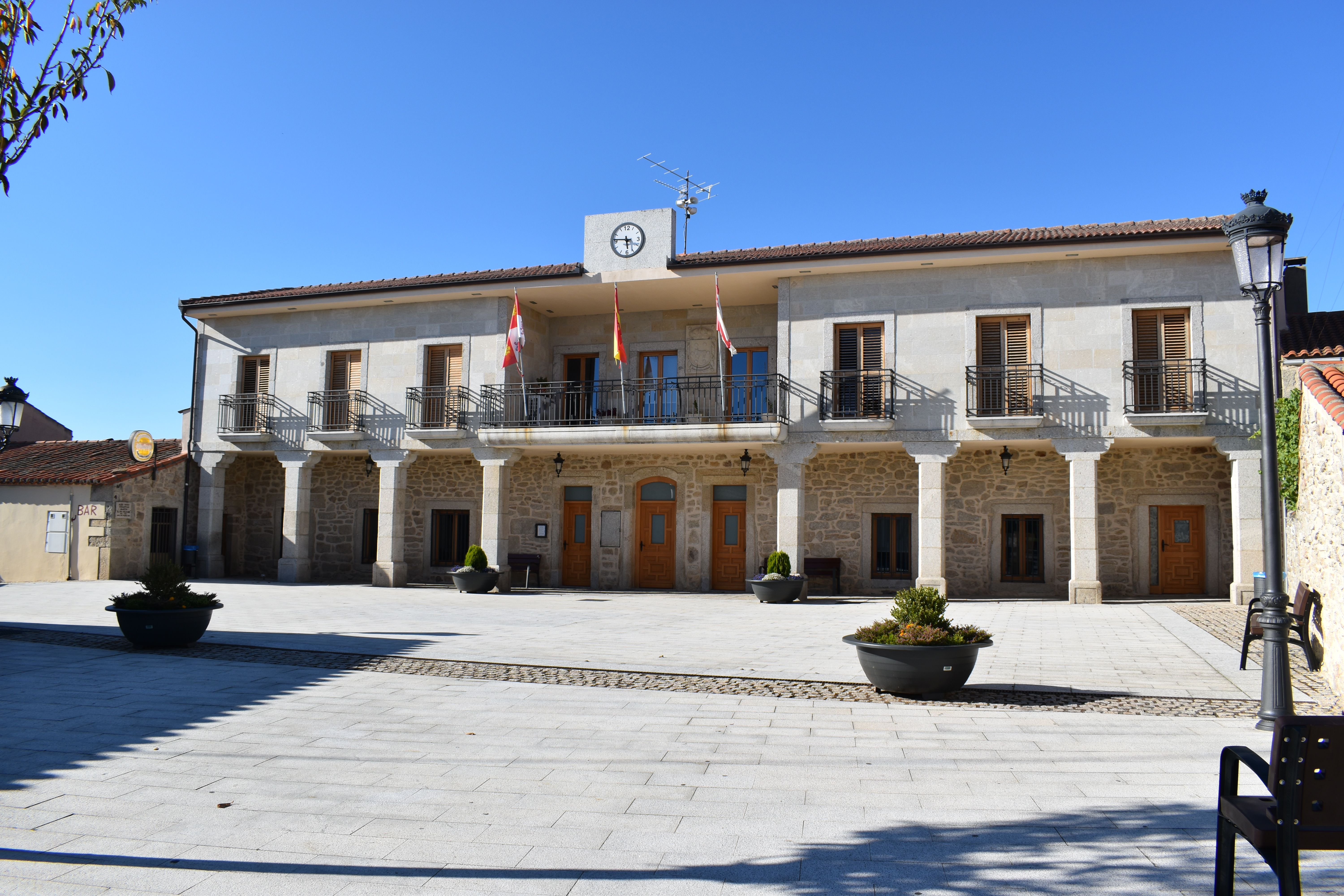
Casa consistorial

Por su núcleo urbano, pasaba la calzada de Zamora a Fermoselle. Aún hoy en día la calle Calzada es una de sus principales arterias, situada junto a la iglesia. Además, de la misma surgen dos nuevas vías, una hacia la dehesa de El Cuartico, hasta unirse con la calzada Fermoselle-Ledesma y otra hacia Pelazas.
Entre la documentación que la menciona, existe una cita en la que el abad de la iglesia del Espíritu Santo y canónigo de Zamora compra en 1402 el lugar de Fernandiel de Sayago y tres cortes situadas en Muga, Pasariegos y Villar del Buey, que después donará al cabildo de la Catedral. Otros documentos posteriores reflejan cómo el apeo de propiedades al cabildo continúa, según la relación de posesiones del mismo de 1481. El lugar se consolida con categoría jurídica en 1530, según las Ordenanzas de la Tierra de Zamora, y en un documento parroquial de 1693 a la pedanía de Pasariegos se le cita como Passariegos.
En 1750, en el Catastro de Ensenada se describen cuáles eran los gastos del común, el número de casas y de cofradías. En 1884 Gómez Carabias describe la parroquia: «… cuyo titular es de patronato eclesiástico que corresponde al Monasterio de Nuestra Señora de la Victoria de la Orden de San Jerónimo, extramuros de la ciudad de Salamanca…». A diferencia de otras localidades, se trata de un pueblo abierto y de formación alargada, en torno al antiguo Camino Real, que hoy día es la carretera de Zamora a Fermoselle.
En 1833, con la creación de las actuales provincias, Villar del Buey quedó integrado en la provincia de Zamora, dentro de la Región Leonesa, la cual, como todas las regiones españolas de la época, carecía de competencias administrativas.
Ya en el siglo XX, el término municipal de Villar del Buey aumentó notablemente, al incorporar en 1968 buena parte del término de Argusino, así como en 1970 el antiguo municipio de Cibanal, y en 1985 el antiguo municipio de Fornillos de Fermoselle. Tras la constitución de 1978, Villar del Buey pasó a formar parte en 1983 de la comunidad autónoma de Castilla y León, en tanto municipio adscrito a la provincia de Zamora.
El municipio de Villar del Buey está formado por localidades que antiguamente pertenecieron a jurisdicciones distintas. Pinilla de Fermoselle, Fornillos de Fermoselle y Cibanal pertenecieron a la jurisdicción de la villa de Fermoselle, y Villar del Buey, Formariz y Pasariegos a la jurisdicción de la ciudad de Zamora dentro del partido de Sayago.  
El antiguo partido de Sayago estuvo dividido en cuatro cuadrillas. Villar del buey y Formariz formaron parte de la cuadrilla de Bermillo y Pasariegos de la cuadrilla de Almeida.

## Geografía humana

### Demografía
Cuenta con una población de 514 habitantes (INE 2024).
| Gráfica de evolución demográfica de Villar del Buey entre 1842 y 2021 |
| |
| Población de derecho según los censos de población del INE Población de hecho según los censos de población del INEEntre el censo de 1857 y el anterior, crece el término del municipio porque incorpora a 495092 (Pasariegos) Entre el censo de 1970 y el anterior, crece el término del municipio porque incorpora a 49506 (Cibanal) |

Según el Instituto Nacional de Estadística, Villar del Buey tenía, a 31 de diciembre de 2018, una población total de 579 habitantes, de los cuales 298 eran hombres y 281 mujeres. Respecto al año 2000, el censo refleja 864 habitantes, de los cuales 462 eran hombres y 402 mujeres. Por lo tanto, la pérdida de población en el municipio para el periodo 2000-2018 ha sido de 285 habitantes, un 33% de descenso.

## Símbolos

### Escudo
El escudo heráldico que representa al municipio fue aprobado el 26 de noviembre de 1997 con el siguiente blasón:

«De plata de buey pasante de sable orlado de seis roeles de gules. Al timbre Corona Real Cerrada»
Boletín Oficial de Castilla y León nº 250 de 30 de diciembre de 1997

### Bandera
La bandera municipal fue aprobada el 26 de noviembre de 1997 con la siguiente descripción textual:

«Rectangular, de proporciones 1:1 formada por seis cuadrados iguales, rojos y blancos alternados, siendo rojo el superior y el inferior del asta y del centro del batiente y blancos el resto»
Boletín Oficial de Castilla y León nº 250 de 30 de diciembre de 1997

## Administración y política

### Elecciones municipales
| Partido político                                                   | 2019  | 2019  | 2019       | 2015  | 2015  | 2015       | 2011  | 2011  | 2011       | 2007  | 2007  | 2007       | 2003  | 2003  | 2003       |
| Partido político                                                   | %     | Votos | Concejales | %     | Votos | Concejales | %     | Votos | Concejales | %     | Votos | Concejales | %     | Votos | Concejales |
| Partido Popular (PP)                                               | 65,38 | 270   | 5          | 65,30 | 318   | 5          | 60,07 | 346   | 4          | 25,74 | 157   | 2          | 61,31 | 379   | 4          |
| Partido Socialista Obrero Español (PSOE)                           | 32,93 | 136   | 2          | 30,60 | 149   | 2          | 37,85 | 218   | 3          | 16,39 | 100   | 1          | 37,38 | 228   | 3          |
| Agrupación de Electores Independientes Zamoranos (ADEIZA-UPZ)      | -     | -     | -          | -     | -     | -          | -     | -     | -          | 33,28 | 203   | 2          | -     | -     | -          |
| Agrupación de Electores Independientes de Villar del Buey (ADEIVI) | -     | -     | -          | -     | -     | -          | -     | -     | -          | 23,44 | 143   | 2          | -     | -     | -          |

El alcalde de Villar lo es sin dedicación exclusiva, lo que quiere decir que compatibiliza la alcaldía con otros trabajos, y cobra 4200 euros en concepto de asistencia a reuniones (2017).

## Monumentos y lugares de interés

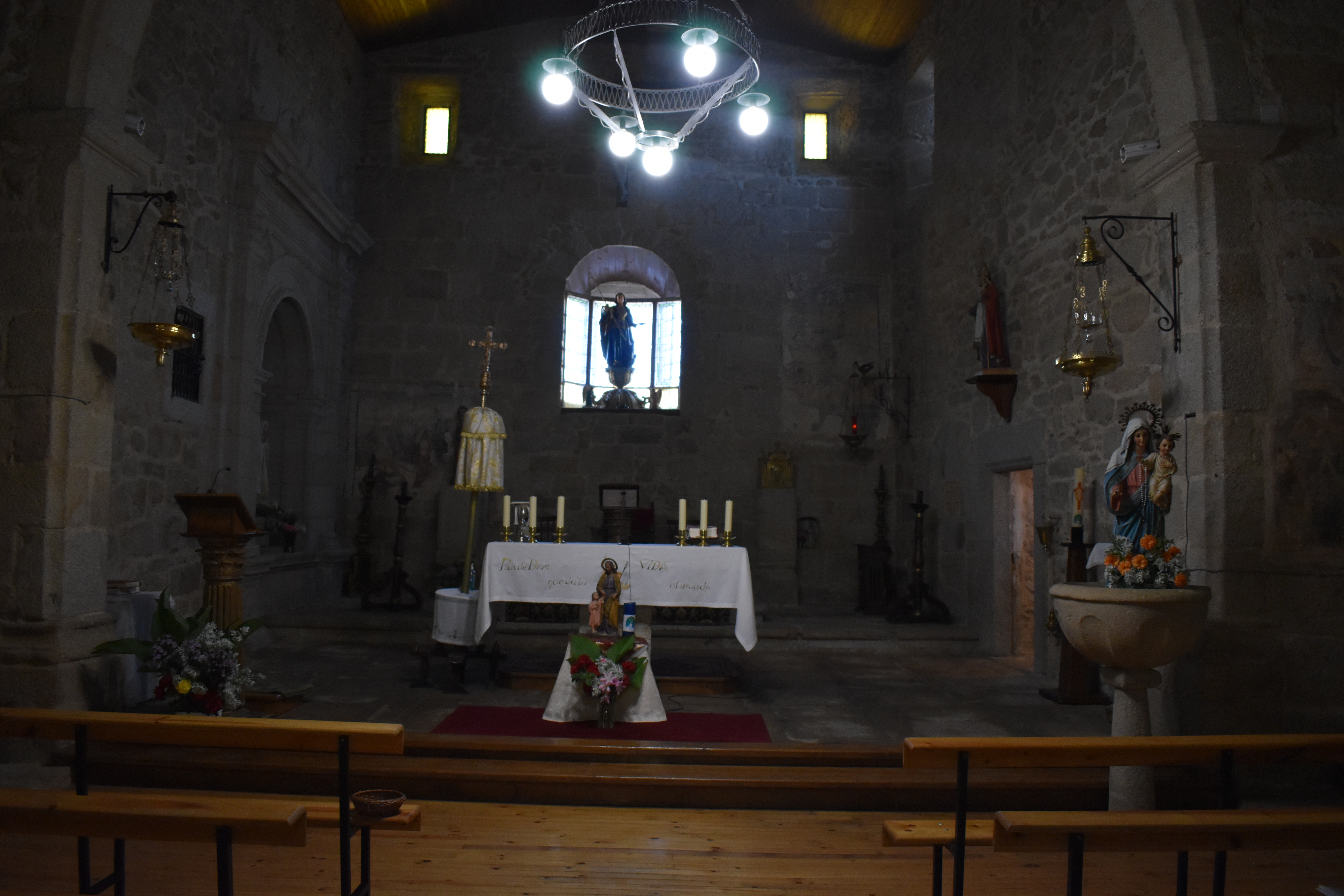
Interior de la iglesia

El vecindario, en su mayoría, ha respetado la construcción tradicional. En general, sus casas aún presentan la estructura y elementos tradicionales de la casa sayaguesa, con sus suelos de lanchas de piedra, la prezacasa y la cocina con chimenea de campana. El recorrido por sus calles, el paseo por entre sus cortinas y arboledas permitirán al visitante llegar a olvidar el tiempo. Destacan los siguientes inmuebles:
- Iglesia parroquial de Santa Marina es un esbelto y amplio templo de sillería y mampostería de granito, reconstruido en 1775. Cuenta con una elevada torre cuadrada a la que se accede por una escalera de caracol y airosos arcos góticos de crucería. En ella se puede admirar un crucificado de principios del siglo XIV y a Nuestra Señora La Blanca del siglo XIV y pintural murales del siglo XVI.
- Portaladas en diversas casas del pueblo, construidas a principios del siglo XX por indianos.
- Potros que en su día dieron servicio a la comunidad, sujetando los caballos, burros o incluso vacas para facilitar que se les pueda herrar o curar.
- Molinos harineros de agua que se construyeron en el mismo cauce de la rivera, a fin de utilizar la fuerza de la corriente.
- Ermita de la Santa Cruz, situada cerca del embalse y del desaparecido Argusino, fue construido por sus antiguos vecinos y descendientes. En ella se celebra una romería el primer domingo de mayo.